# چانگتس
چانگتس (به لهستانی:  Czaniec) یک روستا در لهستان است که در گمینا پورانبکا واقع شده‌است. چانگتس ۵٬۵۳۶ نفر جمعیت دارد.